# Без мене, добро си
Без мене, добро си је трећи студијски албум Елме Синановић издат 1995. године на аудио-касети, а 1996. године на и аудио-касети и на CD за издавачку кућу ПГП РТС. Текстове песама јој је написао Стева Симеуновић.

## Списак песама
| №   | Назив              | Трајање |  |
| 1.  | Без мене, добро си | 2:59    |  |
| 2.  | Какво је то лудило | 4:02    |  |
| 3.  | Виђанм те са њом   | 4:08    |  |
| 4.  | Издаја             | 2:46    |  |
| 5.  | Не ногу да волим   | 3:07    |  |
| 6.  | Само тебе волим ја | 3:28    |  |
| 7.  | Не, не брини       | 3:03    |  |
| 8.  | Ништа ми не треба  | 3:51    |  |
| 9.  | Кажи ни љубави     | 3:09    |  |
| 10. | Не знаш ти         | 3:01    |  |